# Igor Samotný
Igor Samotný (9. října 1960 Krupina – 24. července 2017 Hnúšťa) byl slovenský fotbalista.

## Fotbalová kariéra
V československé lize hrál za Duklu Banská Bystrica. Nastoupil v třech ligových zápasech. Z Dukly Banská Bystrica odešel na hostování do TJ BZVIL Ružomberok a kariéru následně ukončil v klubu ČSAD Banská Bystrica. Zemřel asi po měsíci na následky infarktu v ústavě v Hnúšti, kam byl převezený z Banské Bystrice po probrání z komatu, do kterého upadl na několik týdnů, protože se mu po infarktu vážně poškodil mozek kvůli delšímu nedostatku kyslíku.

## Ligová bilance
| Ročník                                   | Zápasy | Góly | Klub                  |
| ---------------------------------------- | ------ | ---- | --------------------- |
| 1. československá fotbalová liga 1980/81 | 2      | 0    | Dukla Banská Bystrica |
| 1. československá fotbalová liga 1981/82 | 1      | 0    | Dukla Banská Bystrica |
| CELKEM 1. liga                           | 3      | 0    |                       |